# 第三類打鬥
《第三类打斗》（英語：Heaven and Hell）是1980年张彻执导的香港電影，由姜大卫、傅声、甄妮等領銜主演。该片主演讲的是一个人的几个转世，全部用来帮助别人的故事

## 劇情簡介
有一个人，在天界的时候，为了成全一对儿恋人而被贬到了凡间，在人间成为普通人的时候，为了保护一对儿恋人，结果被歹徒杀死，到了冥界，他又帮助别人击退了其仇家。
该电影也是张彻利用刻意撮合傅声夫妇以及姜大卫夫妇。

## 演员
- 傅声
- 姜大卫
- 甄妮
- 李艺民
- 刘准
- 沈劳
- 西瓜刨
- 刘家荣
- 冯敬文
- 孙树培
- 古军
- 吕红
- 王龙威
- 余太平
- 李琳琳
- 王清河
- 惠英红
- 江岛
- 罗莽
- 江生
- 郭追
- 夏萍
- 詹森
- 井淼
- 田青
- 顾冠忠
- 鹿峰
- 杨志卿
- 林珍奇
- 孙建

## 備註
1. ↑  .   [2022-01-16]. （原始内容存档于2022-01-18）.
2. ↑  .   [2022-01-16]. （原始内容存档于2022-01-18）.
3. ↑  .   [2022-01-16]. （原始内容存档于2022-01-18）.
4. ↑  《張徹: 回憶錄・影評集》香港電影資料館
5. ↑  .   [2022-01-16]. （原始内容存档于2022-01-16）.
6. ↑  .   [2022-01-16]. （原始内容存档于2022-01-18）.

## 相關連結
- 豆瓣链接 （页面存档备份，存于）
- 互联网电影数据库（IMDb）上《第三类打斗》的资料（英文）
- 香港影庫上《第三类打斗》的資料（繁體中文）